# Mushegh I Mamicone
Mushegh I Mamicone, riportato anche nella versione Mushel (... – 377/378), fu un generale armeno della famiglia dei Mamiconi.
Ricoprì la carica ereditaria di sparapet (generalissimo) del regno d'Armenia sotto i sovrani arsacidi Pap (regnante dal 370 al 374) e Varazdat (r. 374-378). Giocò un ruolo nella resistenza armena contro le forze del monarca sasanide Sapore II (r. 309-379), in particolare partecipando alla battaglia di Bagavan, in cui le forze persiane furono sconfitte. Fu reggente dell'Armenia sotto il giovane e inesperto Varazdat, che col tempo finì per ritenerlo un pericoloso rivale per il suo futuro e ne ordinò dunque, nel 377/378, l'esecuzione.
Mushegh potrebbe corrisponde con l'Artabane citato nelle opere dello storico romano coevo Ammiano Marcellino.

## Biografia

### Origini
Mushegh era figlio dello sparapet (generalissimo) armeno Vasak I Mamicone. Era inoltre membro della famiglia dei Mamiconi, che controllava la provincia nord-occidentale di Tayk, vicino al confine con il regno di Iberia. La carica di sparapet era ereditaria nella famiglia dei Mamiconi e aveva un peso specifico secondo soltanto alla corona dell'Armenia. Vasak era uno dei principali esponenti della fazione filo-romana presente in Armenia e operava al servizio del re Arsace II (regnante dal 350 al 368). Tuttavia, con la morte dell'imperatore romano Giuliano nella battaglia di Samarra del 363, le forze romane si ritirarono dall'Armenia, esponendola così alle mire espansionistiche dell'impero sasanide. Ciò costrinse Arsace II e molti nobili armeni, incluso Vasak, a partire per la corte iranica di Ctesifonte per giurare fedeltà al re dei re (shahanshah) Sapore II (r. 309-379) sasanide e scongiurare il rischio di un insostenibile attacco esterno. Tuttavia, al momento del rifiuto di Arsace II delle esose richieste di Sapore II, il sovrano armeno finì imprigionato nel cosiddetto Castello dell'Oblio (un luogo di reclusione destinato ad avversari politici situato nel remoto Khūzestān), mentre Vasak fu torturato a morte. Con l'eliminazione di Arsace II (che presto si suicidò), Sapore II inviò le sue truppe direttamente sul suolo armeno.

### Carriera militare

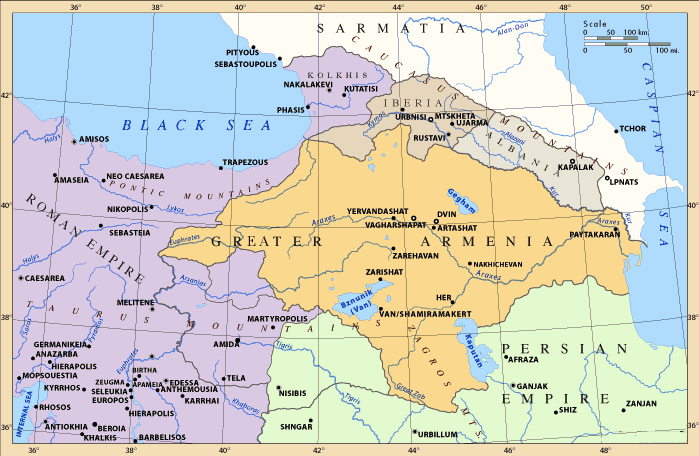
Mappa dell'Armenia e dei suoi dintorni

La vedova di Arsace II, la regina Pharantzem, allestì una resistenza armata e inviò una delegazione sotto Mushegh ai romani per chiedere aiuto a nome del figlio di Arsace II, Pap. Roma, tuttavia, era riluttante a impegnarsi in una guerra e a sostenere l'Armenia, che era stata devastata in passato agevolmente dalle forze iraniche. Nell'inverno del 369/370, Farantze fu ucciso dalle forze sasanidi, mentre numerosi presidi, tra cui la capitale di Artaxata (nei pressi della moderna Lusarat), furono rasi al suolo. Pap fuggì in territorio romano, per poi tornare nel 371 con l'aiuto dell'imperatore Valente (r. 364-378) e ritornare sul trono armeno. Nello stesso anno, un esercito congiunto composto da uomini armeni e romani sconfisse gli avversari nella battaglia di Bagavan. Mushegh, che partecipò alla battaglia, ferì il re dell'Albania caucasica Urnayr (un vassallo di Sapore II), malgrado decise di non ucciderlo. Lo storico armeno del V secolo Fausto attribuisce gran parte del merito della vittoria a Mushegh.

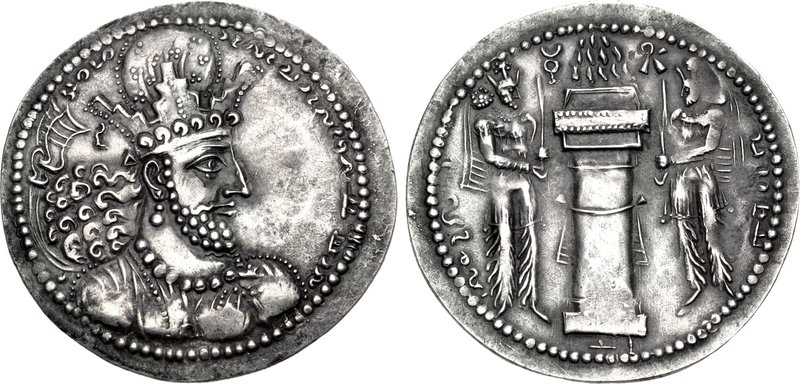
Moneta dello shahanshah sasanide Sapore II (r. 309-379)

Con questa vittoria, molti dei nakharar (nobili) armeni che avevano precedentemente tradito la fazione di Sapore II nel 360, apparivano da quel momento sotto il controllo di Mushegh. Quest'ultimo, tuttavia, fu molto criticato da Pap per aver risparmiato Urnayr. Malgrado i dissapori, alla fine i due si riconciliarono e Pap concesse a Mushegh molti doni, onori e villaggi.

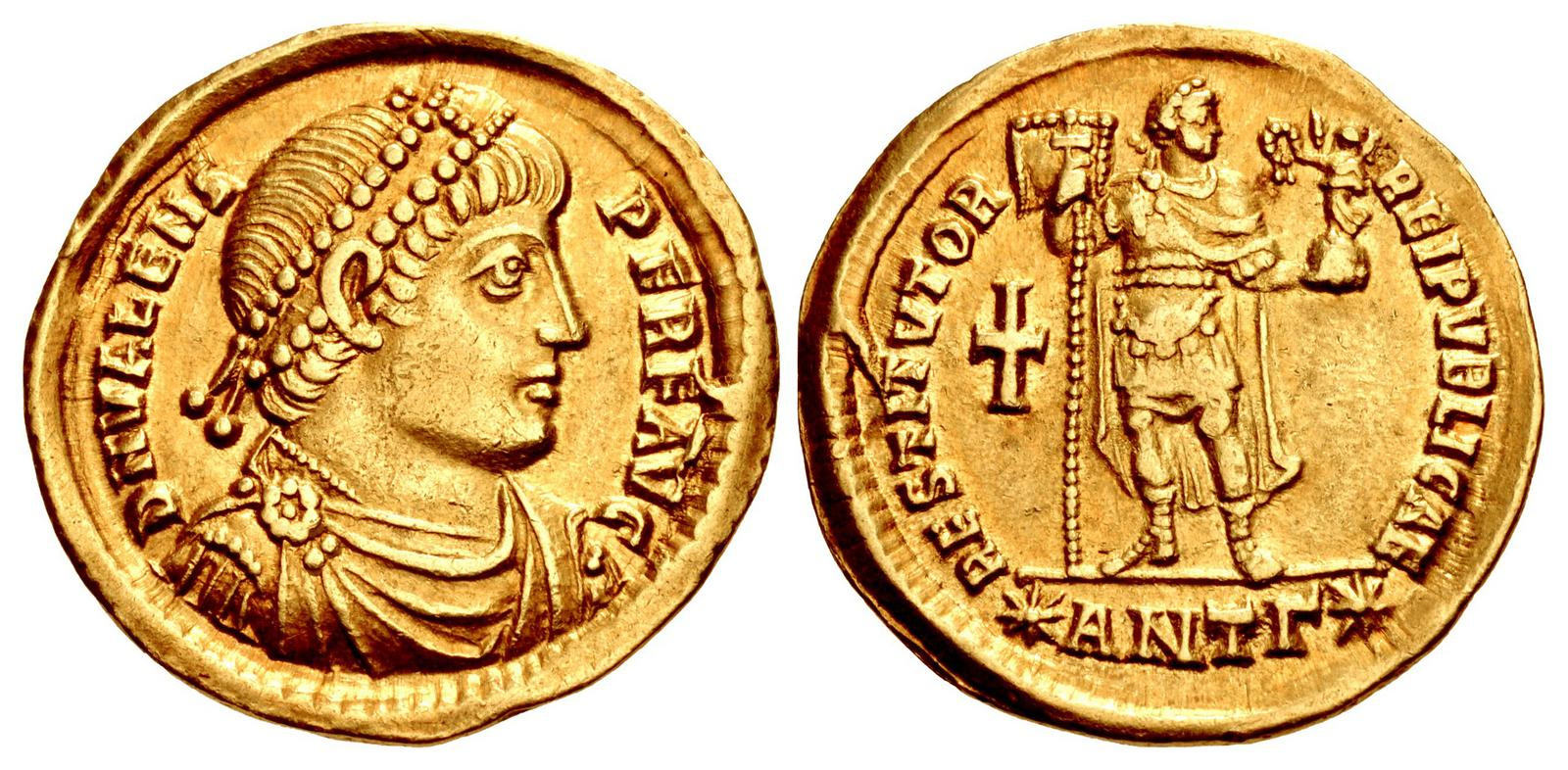
Moenta dell'imperatore romano Valente (r. 364-378)

Quando Urnayr tornò in Albania, egli inviò un messaggero da Mushegh ringraziandolo per avergli risparmiato la vita, informandolo inoltre di un attacco a sorpresa pianificato da Sapore II. Secondo Fausto, Mushegh radunò tutte le truppe armene, che ammontavano a circa 90.000 unità. Secondo Ian Hughes: «Se i numeri forniti da Fausto sono corretti, è possibile che per questo conflitto l'intero esercito dell'Armenia sia stato radunato per combattere Sapore, lasciando tutti gli altri confini non difesi: si trattava di un rischio che Pap e Mushegh erano disposti a correre di fronte alla minaccia persiana». Mushegh poté fare affidamento su un contingente romano guidato dal duce Terenzio. L'esercito sasanide, guidato da Sapore II in persona, fu sconfitto e sbaragliato al confine presso Gazaca. Mushegh e Terenzio affidarono quindi all'hayr-mardpet (gran ciambellano) Cilace (Glak) un esercito composto da 30.000 uomini per proteggere il confine. Cilace inviò presto dei messaggeri a Shapur, promettendo di tradire Pap, Mushegh e Terenzio e di consegnarli al nemico. Tuttavia, questo complotto fu scoperto da Pap, che fece per questo motivo assassinare Cilace.

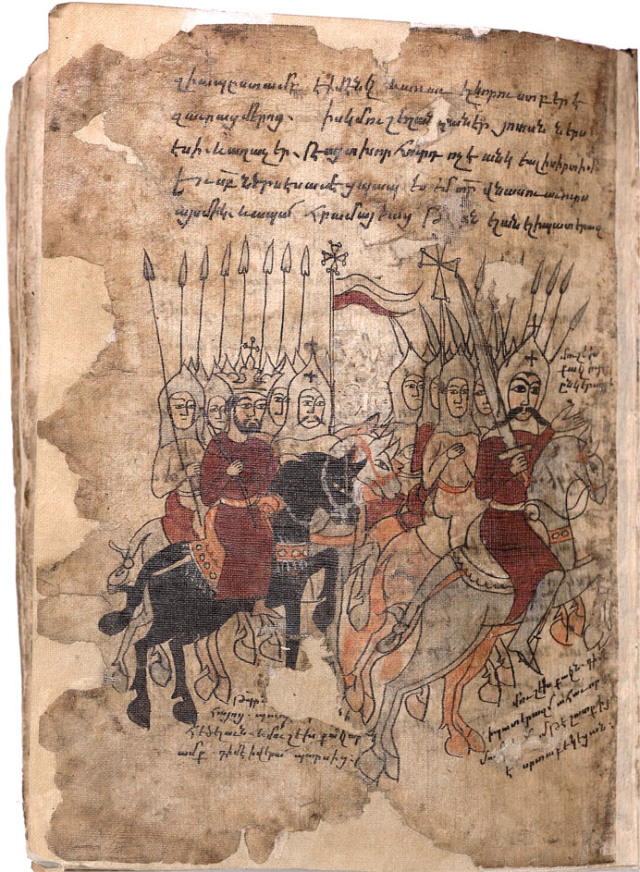
Una miniatura del XVI secolo che raffigura il re Pap (a sinistra) e lo sparapet Mushegh (a destra, con la spada in mano)

In seguito, fu stipulata una pace tra Ctesifonte e Roma, con l'Armenia che tornò ad essere un protettorato di quest'ultima. Tuttavia, Pap fu presto assassinato per ordine di Valente a causa della sua disobbedienza nei confronti dell'imperatore romano. Al suo posto l'Urbe scelse di insediare un altro arsacide di nome Varazdat, di cui Mushegh divenne il reggente. Nel 377, Valente fu costretto a richiamare le sue forze in Armenia per muovere guerra ai Goti, evento che portò rapidamente alla destabilizzazione dell'Armenia. Varazdat, che era giovane e dal carattere malleabile, fu convinto da un gruppo di nobili armeni che Mushegh rappresentava un pericolo per il suo governo e che aveva avuto un ruolo nell'omicidio di Pap. Pertanto, lo fece uccidere nel corso di un banchetto e nominò Vache II nuovo rappresentante principale della famiglia dei Mamiconi, mentre Bat Saharhuni fu nominato nuovo sparapet. La famiglia e i parenti di Mushegh posero le sue spoglie su un'alta torre, credendo che gli spiriti ('aralez) sarebbero discesi e lo avrebbero riportato in vita.
Mushegh potrebbe corrispondere all'Artabane citato nelle opere dello storico romano contemporaneo Ammiano Marcellino. Le caratteristiche in comune erano le seguenti: entrambi erano ufficiali militari, entrambi avrebbero condotto i negoziati con Valente che portarono al ritorno di Pap in Armenia ed entrambi furono accusati di tradimento. Tuttavia, Mushegh fu assassinato dopo la morte di Pap, mentre Artabane perì per ordine di Pap a causa di un sospetto di tradimento. Lenski propone una ricostruzione diversa, associando Artabane a Vahan Mamicone, detto l'Apostata.

### Fonti primarie
- Fausto di Bisanzio, Storia dell'Armenia.

### Fonti secondarie
- (EN) M.L. Chaumont, Albania, in Encyclopaedia Iranica, I, Fasc. 8,  pp. 806-810.
- (EN) M.L. Chaumont, Armenia and Iran ii. The pre-Islamic period, in Ehsan Yarshater, Encyclopædia Iranica, II/4: Architecture IV–Armenia and Iran IV, Londra e New York, Routledge & Kegan Paul, 1986,  pp. 418-438, ISBN 978-0-71009-104-8.
- (EN) Touraj Daryaee, Sasanian Persia: The Rise and Fall of an Empire, I.B.Tauris, 2014, ISBN 978-0-85771-666-8.
- (EN) Nina Garsoïan, Mamikonean family, in Ehsan Yarshater, Encyclopædia Iranica, ed. online, Encyclopædia Iranica Foundation, 2000.
- (FR) René Grousset, Histoire de l'Arménie des origines à 1071, Parigi, Payot, 1947, ISBN 978-2-228-13570-2, OCLC 3084562.
- (EN) Ian Hughes, Imperial Brothers: Valentinian, Valens and the Disaster at Adrianople, Pen & Sword, 2013, ISBN 978-18-48-84417-9.
- (EN) Noel Emmanuel Lenski, Failure of Empire: Valens and the Roman state in the fourth century A.D., University of California Press, 2002, ISBN 978-0-520-23332-4.
- (EN) Stephen H. Rapp, The Sasanian World through Georgian Eyes: Caucasia and the Iranian Commonwealth in Late Antique Georgian Literature, Ashgate Publishing, Ltd, 2014, ISBN 978-14-72-42552-2.
- (EN) Cyril Toumanoff, Introduction to Christian Caucasian History: II: States and Dynasties of the Formative Period, in Traditio. Cambridge University Press, vol. 17, 1961,  pp. 1-106, DOI:10.1017/S0362152900008473.